# Kazimierz Wolski (zm. 1863)
Kazimierz Wolski (zm. 10 lutego 1863 roku w Modlinie) – oficer wojsk włoskich, dowódca oddziału w powstaniu styczniowym.
W czasie kampanii włoskiej 1859 roku został dekorowany za waleczność przez Giuseppe Garibaldiego. Po wybuchu powstania styczniowego w 1863 roku znalazł się w Odessie, gdzie został aresztowany i odesłany do Cytadeli Warszawskiej. Został uwolniony, ale 28 stycznia 1863 w czasie bitwy pod Unieckiem dostał się do niewoli rosyjskiej. Wkrótce rozstrzelano go w Modlinie.